# Gare des Arcades
La gare des Arcades (en néerlandais : station Arcaden) est une gare ferroviaire belge de la ligne 26, de Schaerbeek à Hal, située, place des Arcades sur le territoire de la commune de Watermael-Boitsfort dans la région de Bruxelles-Capitale.
Située à proximité de la gare de Watermael, elle est mise en service en 2016 par la Société nationale des chemins de fer belges (SNCB).
C'est une halte voyageurs de la SNCB, desservie par des trains Suburbains (S7).

## Situation ferroviaire
Établie à environ 82 mètres d'altitude, la gare des Arcades est située au point kilométrique (PK) 13,00 de la  ligne 26, de Schaerbeek à Hal entre les gares de Delta et de Boondael. À proximité immédiate, la ligne 26 croise la ligne 161, de Bruxelles à Namur ; l'aiguillage de la ligne de raccordement 26/4, menant à Etterbeek, se trouve au bout des quais.

## Histoire
Le point d'arrêt des Arcades est prévu dans le certificat d'urbanisme, du 28 mai 1999, pour la réalisation de la « liaison ferroviaire Watermael-Schuman-Josaphat ».
Le 24 juillet 2005, a lieu la production du permis d'urbanisme spécifique au « point d'arrêt des Arcades » à Watermael-Boitsfort. L'évaluation du coût du projet est de 0,8 million d'euros pour la réalisation de deux quais dont l'accès est constitué, pour chacun d'un escalier et d'un ascenseur. Ce financement fait intégralement partie de celui du projet de Réseau express régional bruxellois (RER). Les travaux de grosse infrastructure de l'arrêt sont prévus entre 2006 et 2009 et les finitions et la mise en service ne viendra qu'avec celle du RER vers 2012.
En 2009, le gros du chantier est terminé comme prévu : les accès, escaliers et tours pour les ascenseurs, et les deux quais sont réalisés. Il reste à installer les ascenseurs, l'éclairage, les abris et le mobilier de quai. En 2011, les finitions n'ont pas été réalisées, les trains passent sans s'arrêter et l'arrêt est surnommée la « gare fantôme des Arcades ».
Le 27 mars 2014, la SNCB indique qu'elle prévoit au mieux pour la fin de l'année 2015, la mise en service du tunnel Schuman-Josaphat et de la desserte des Arcades.
Le point d'arrêt des Arcades est ouvert à l'exploitation le 11 décembre 2016.
Desservi d'ordinaire par des trains de la ligne S7 du réseau suburbain (S) entre les arrêts de Delta et Boondaal, Arcades est fréquentée par des trains de la ligne S5 en raison de travaux s'étalant sur la période 2023-2025, instaurant une connexion directe avec la gare d'Etterbeek, sur la ligne 161A. En juillet-août 2024, les trains S7 reprennent temporairement leur parcours ordinaire.

## Service des voyageurs

### Accueil
Halte SNCB, c'est un point d'arrêt non gardé (PANG) à accès libre.

### Desserte
La desserte mise en place avec le plan de transport de décembre 2017 compte un train par heure en semaine et aucun train ne dessert cette gare durant les week-ends et jours fériés.
La gare des Arcades est uniquement desservie en semaine par des trains S5 du Suburbain (S) reliant Grammont, Enghien et Hal à Malines via Etterbeek et Bruxelles-Schuman,.
Les autres trains de cette ligne traversent la gare sans s’y arrêter. En cas de travaux sur les lignes 26 et 161A, il arrive que la SNCB adapte le parcours des trains S19 et S5 lesquels desservent alors Arcades, voire Delta et Merode.

### Intermodalité
La gare des Arcades se trouve au centre d'un pôle de correspondances. D'une part, une correspondance est possible avec les trains de la ligne S8 gare de Watermael se trouvant à 100 mètres à pied. D'une autre part, un arrêt nommé Arcades offre une correspondance avec le bus 95 de la STIB ainsi que le bus N08 du réseau Noctis également exploité par la Société des transports intercommunaux de Bruxelles (STIB).

## Comptage voyageurs
Le graphique et le tableau montrent le nombre de passagers qui en moyenne embarquent durant la semaine, le samedi et le dimanche.
| Nombre de voyageurs qui embarquent à la gare des Arcades | Nombre de voyageurs qui embarquent à la gare des Arcades | Nombre de voyageurs qui embarquent à la gare des Arcades | Nombre de voyageurs qui embarquent à la gare des Arcades |
|                                                          | Semaine                                                  | Samedi                                                   | Dimanche                                                 |
| -------------------------------------------------------- | -------------------------------------------------------- | -------------------------------------------------------- | -------------------------------------------------------- |
| 2017                                                     | 43                                                       | -                                                        | -                                                        |
| 2018                                                     | 59                                                       | -                                                        | -                                                        |
| 2019                                                     | 86                                                       | -                                                        | -                                                        |
| 2020                                                     | 47                                                       | -                                                        | -                                                        |
| 2021                                                     | -                                                        | -                                                        | -                                                        |
| 2022                                                     | 59                                                       | -                                                        | -                                                        |
| 2023                                                     | 92                                                       | -                                                        | -                                                        |
| 2024                                                     | 106                                                      | -                                                        | -                                                        |

## Galerie de photographies

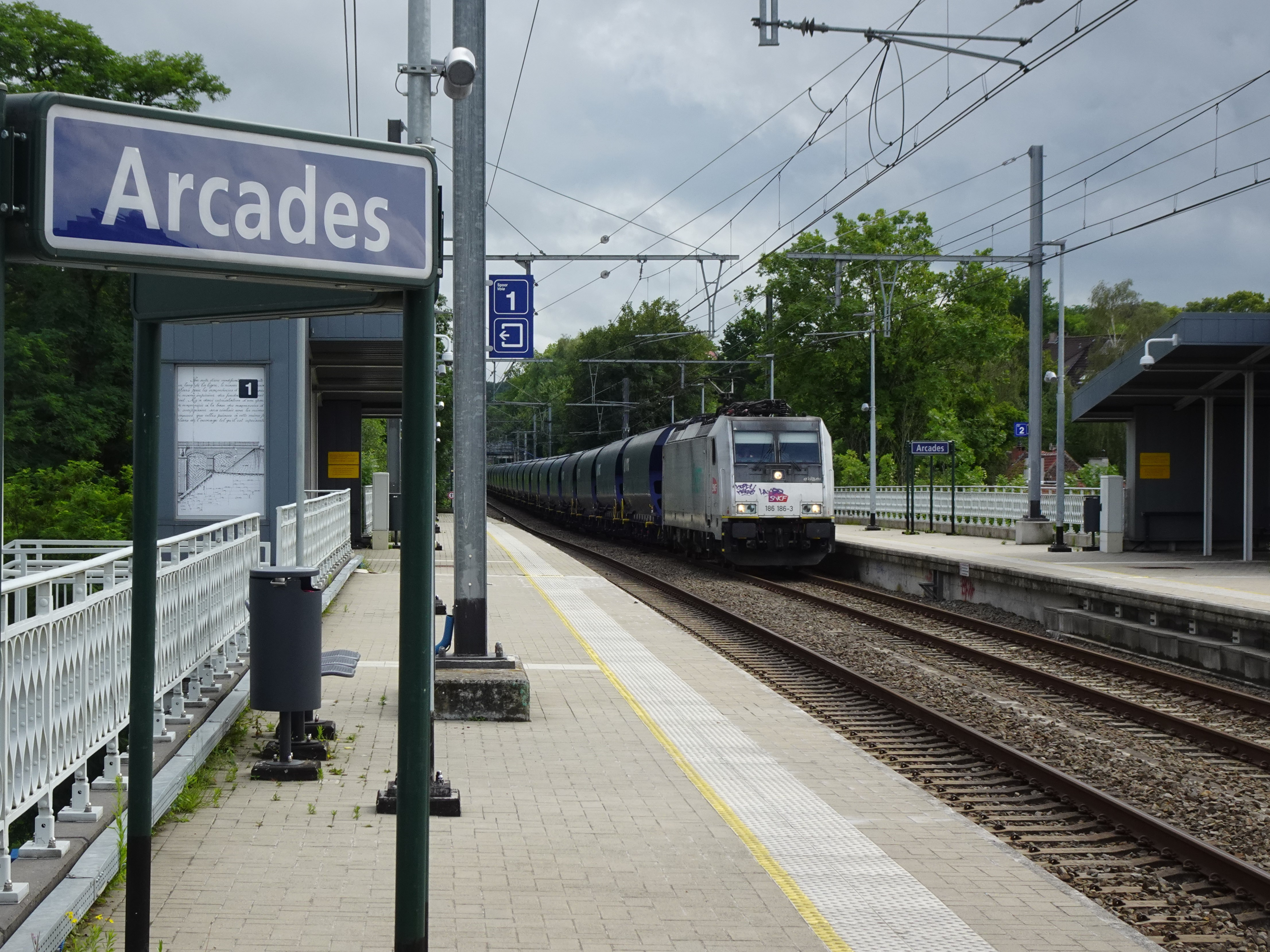
Passage d'un train de marchandises.
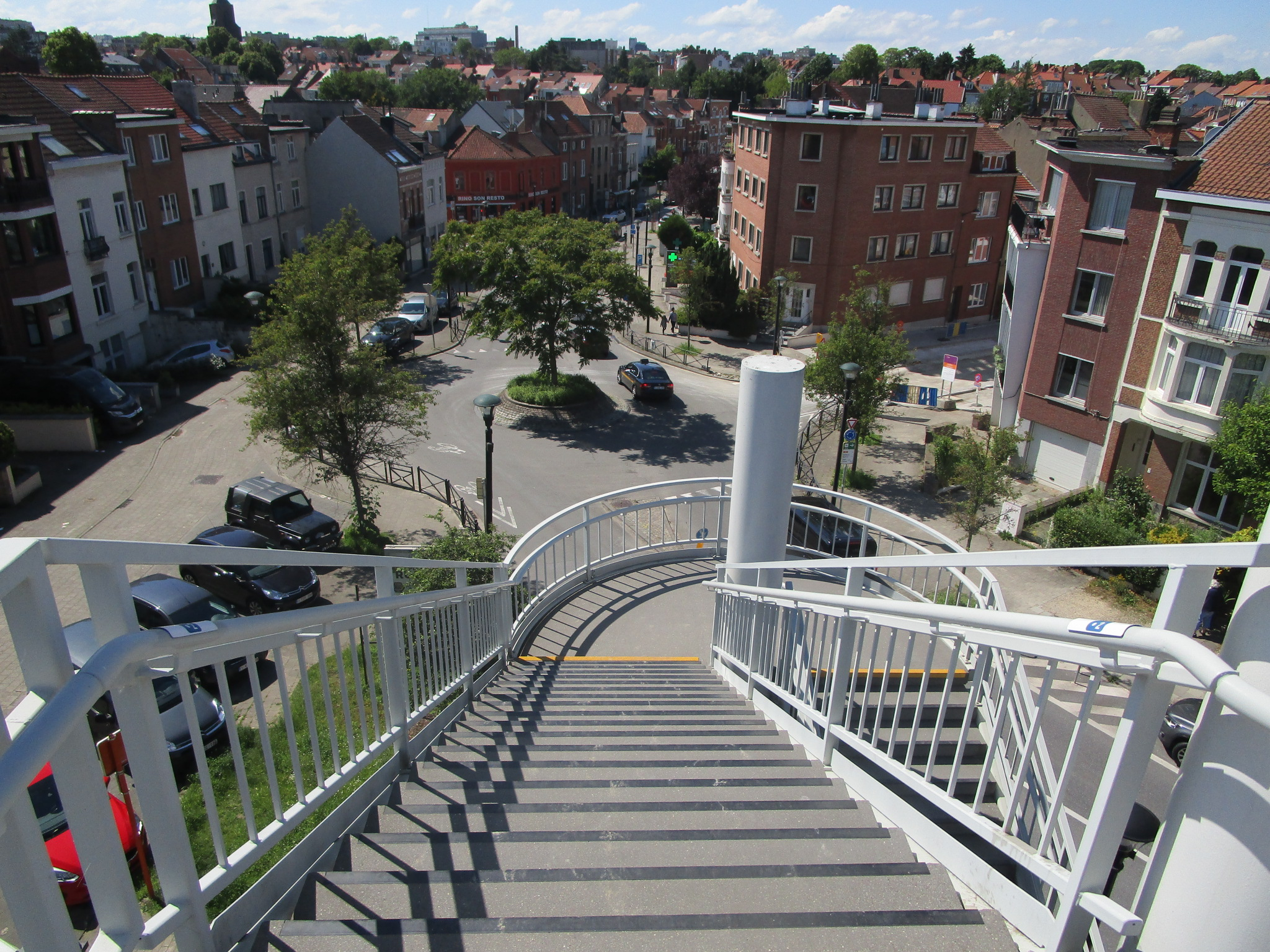
Escaliers et place des Arcades
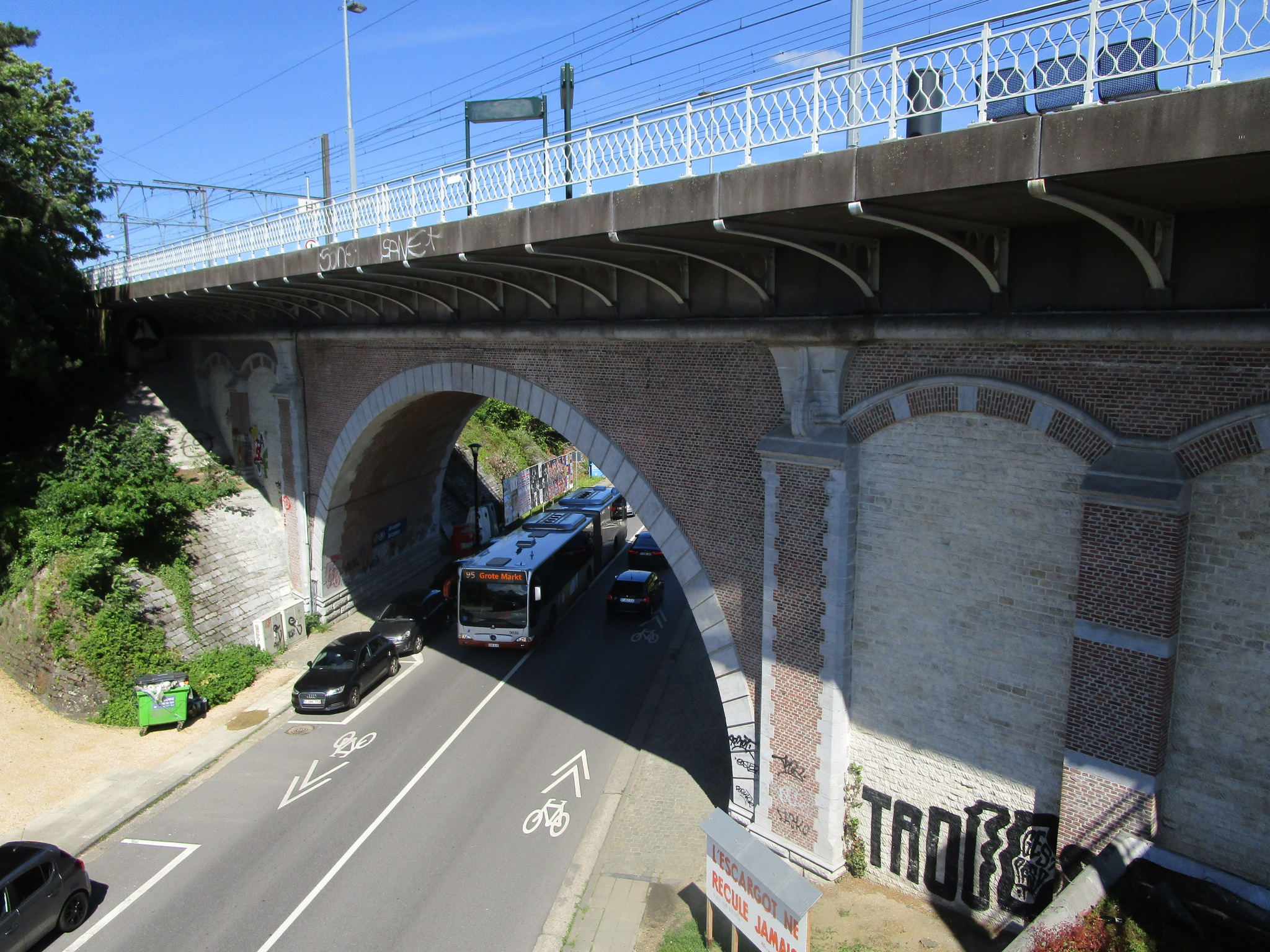
Quais de la gare et bus de la STIB
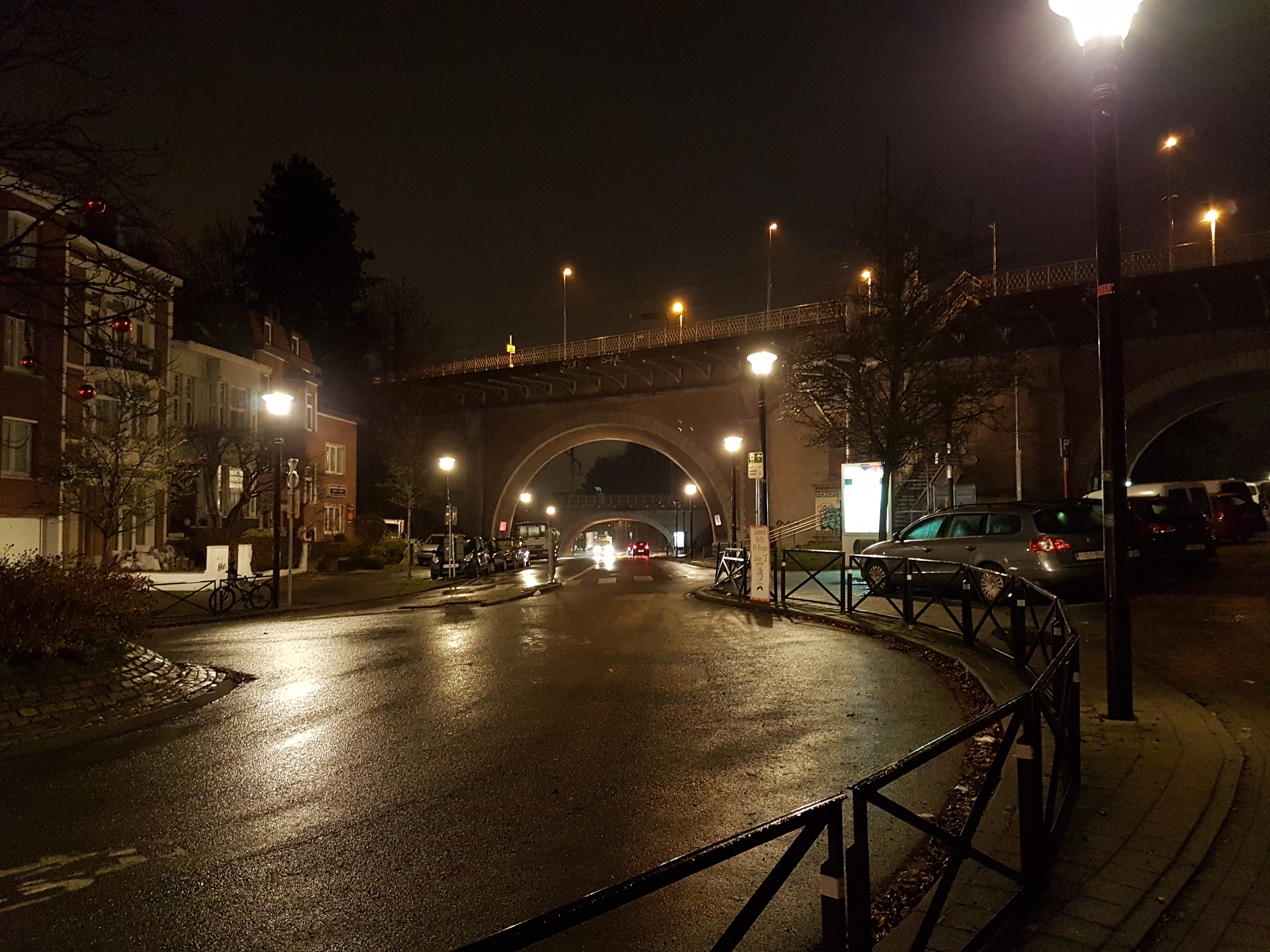
La halte de nuit
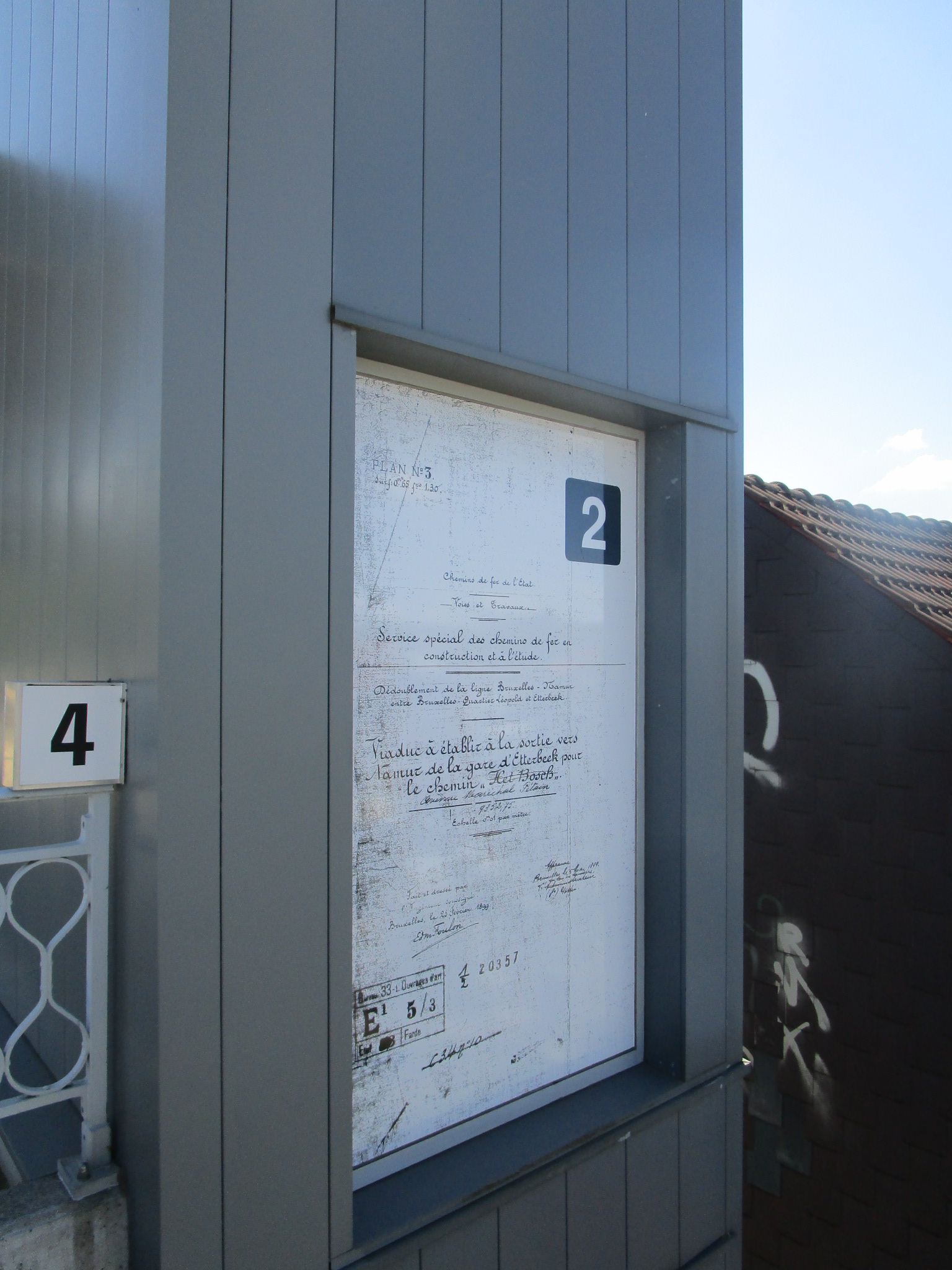
Plan de 1899 décorant les ascenseurs.

## Anecdotes
- Bien que le viaduc sur lequel la gare se trouve fut terminé en 1907, il fallut attendre 1926 pour que les premiers trains ne l'empruntent ;
- La gare était pratiquement terminée en 2009 mais ses ascenseurs n'avaient pas été installés ; c'est seulement en 2016, après la réalisation de cette dernière étape, que la gare est mise en service ;
- Les cages d’ascenseurs sont décorées de reproductions des plans du viaduc, réalisés en 1899 par le service voies et travaux des Chemins de fer de l'État belge.